# Хадсон, Джордж Вернон
Джордж Ве́рнон Ха́дсон (англ. George Vernon Hudson; 20 апреля 1867 — 5 апреля 1946) — новозеландский энтомолог.
Родившийся в Лондоне, Хадсон был шестым ребёнком у Чарльза Хадсона, художника и дизайнера витражей. В возрасте 14 лет он уже собрал коллекцию насекомых Великобритании, и его статья была опубликована в журнале The Entomologist. В 1881 году Хадсон переехал со своим отцом в Нельсон (Новая Зеландия). Там он работал на ферме, и в 1883 году, в возрасте 16 лет, — на почте в Веллингтоне. Там он, в конечном итоге, стал главным клерком, и вышел в отставку в 1918 году.
Коллекция насекомых Хадсона находится в музее «Те-Папа-Тонгарева» в Новой Зеландии.
Будучи более известным в энтомологии, Хадсон был также астрономом, и предложил летнее время. Его сменная работа давала ему свободное время, чтобы коллекционировать насекомых, и заставила его осознать ценность внеурочных дневных часов.
В 1895 году он представил статью, предлагавшую двухчасовой сдвиг для сохранения дневного света, в Веллингтонское философское общество.
После значительного интереса, проявленного в Крайстчерче (Новая Зеландия), статья была издана в 1898 году.
Уильям Уиллет с 1907 года пропагандировал идею летнего времени, что привело к её внедрению в 1916 году и позднее в период Первой мировой войны сразу в нескольких странах.